# Konföderációs emlékmű
A Konföderációs emlékmű (Confederate Memorial) az Arlingtoni Nemzeti Temetőben áll, Washington közelében; az amerikai polgárháborúban elesett déli katonák előtt tiszteleg.

## Az emlékmű
Az emlékmű tervezője a neves amerikai szobrász, Moses Jacob Ezekiel, egy konföderációs veterán, a Virginiai Katonai Intézetben végző első zsidó volt. Az emlékmű talpazata 9,75 méter magas, ezen az amerikai Délt jelképező, bronzból öntött nőalak áll. Fején olajfalevelek, bal kezében babérkoszorú, jobbjában sarló, amelyet egy eke nyelére támaszt. Lábainál idézet olvasható Izajás könyvéből (2.4): Kardjaikból ezért kapákat kovácsolnak, lándzsáikból pedig metszőkéseket. A talapzaton 14 pajzsot helyeztek el, amelyekbe belevésték a 13 Amerikai Konföderációs Állam és Maryland címerét.
Az alapzaton látható még 32 figura, déli katonák és polgárok. Közülük kettő fekete, egy asszony, aki egy fehér tiszt gyerekét tartja, valamint egy fekete férfi, aki gazdáját követi a háborúba. Az elvesztett polgárháborúra a Lucanus Pharsaliájából vett latin felirat emlékeztet: Victrix causa diis placuit sed victa Caton (A győztes ügy az isteneknek tetszett, nem a legyőzött Catónak). Az emlékművet 1914-ben leplezték le.
Az emlékműhöz közel temették el alkotóját, Moses Jacob Ezekielt 1921-ben. Három volt konföderációs tiszt fekszik a közelében: Harry C. Marmaduke sorhajóhadnagy, John M. Hickey, a Második Missouri Gyalogság századosa és Marcus J. Wright tábornok, aki dandárparancsnok volt a shiloh-i  és a chickamaugai csatában.

## Történelmi háttér
A konföderációs veteránok ügyeit intéző szervezet a századfordulóra számos hősi halott nyughelyét azonosította Washington környékén, és azzal a kéréssel fordult a szövetségi kormányhoz, hogy engedélyezze újratemetésüket Arlingtonba, amely addig az északiak sírkertje volt. 1900-ban a kongresszus hozzájárult a volt konföderációs katonák földi maradványainak átszállításához. A változás az 1898-ban kitört spanyol-amerikai háborúval kezdődött, amikor a mozgósítás és az Amerikai Egyesült Államok globális szereplővé válása újraalkotta a nemzeti egység érzetét, igaz, elsősorban a fehérek között. 1898. december 14-én William McKinley elnök Atlantában tartott beszédében kijelentette: „A testvériség szellemében osztoznunk kell veletek a konföderációs katonák sírjainak gondozásában.”
1900. június 6-án a kongresszus 2500 dollárt hagyott jóvá a konföderációs katonák földi maradványainak kihantolására és arlingtoni újratemetésére. 1902-ben már 262 déli katona nyugodott a számukra kijelölt, mai 16-os parcellában. Számuk később meghaladta a négyszázat. A sírköveik akkorák, mint az északiaké, csak a felső részüket csúcsosra faragták. 1906-ban, William Howard Taft elnök támogatásával, a Konföderáció Egyesült Lányai, a déli nők szervezete gyűjtést indított egy emlékmű felállítására Arlingtonban.